# Неволино (Кунгурский район)
Неволино — село в Пермском крае России. 
Входит в Кунгурский район в рамках административно-территориального устройства и в Кунгурский муниципальный округ в рамках организации местного самоуправления.

## География
Село находится в южной части Кунгурского района примерно в 5 километрах от центра Кунгура по прямой на юг-юго-запад.

## История
Известно с 1651 года как деревня. Селом стало в 1829 после постройки Свято-Никольской единоверческой церкви. В советское время работали колхозы «8 марта», им. Ворошилова и «Искра», совхоз «Неволинский»
C 2004 до 2020 гг. село являлось административным центром Неволинского сельского поселения Кунгурского муниципального района.

## Население
Постоянное население составляло 1022 человека в 2002 году (95 % русские), 1036 человек в 2010 году.

## Инфраструктура
Отделение агрокомплекса «Кунгурский». Здравоохранение: медпункт, детский оздоровительный центр «Урал», областной детский противотуберкулезный санаторий «Ирень». Имеются средняя школа, детсад.

## Климат
Климат умеренно-континентальный с продолжительной снежной зимой и коротким, умеренно-тёплым летом. Средняя температура июля составляет +17,8 0С, января −15,6 0С. Среднегодовая температура воздуха составляет + 1,3°С. Средняя продолжительность периода с отрицательными температурами составляет 168 дней и продолжительность безморозного периода 113 дней. Среднее годовое количество осадков составляет 539 мм.